# Teoria feminista: das margens ao centro
Teoria feminista: das margens ao centro (em inglês: Feminist Theory: From Margin to Center) é um livro da autora e teórica feminista bell hooks (Glória Jean Watkins), publicado originalmente em 1984 e traduzido no Brasil em 2019. O livro reafirmou a autora como referência no pensamento feminista negro. A "margem" no título refere-se à descrição que Hooks faz das mulheres negras como existentes nas margens e suas vidas ocultas da corrente principal da sociedade americana, além de não serem parte da teoria feminista dominante.
O livro aborda temas como sororidade, violência, periferização e parentalidade, destacando a importância das mulheres negras na história e na complexidade das relações sociais, defendendo a valorização de seu papel pelo movimento feminista.